# 페네르바흐체 SK (축구)
페네르바흐체 스포르 쿨뤼뷔(튀르키예어: Fenerbahçe Spor Kulübü, 페네르바흐체 스포츠 클럽)는 튀르키예 이스탄불을 연고로 하는 스포츠 클럽이다. 페네르바흐체는 이스탄불의 페네르바흐체 구역에 연고를 두고 있다. 이 구역의 이름과 스포츠 클럽은 그 지역에 위치한 등대에서 그 유래를 찾는다('페네르'는 튀르키예어로 등대를 의미하며, '바흐체'는 정원을 의미). 축구팀이 가장 유명하지만, 농구, 배구, 권투, 수영, 탁구등에도 팀을 운영한다. 페네르바흐체의 축구 팀은 현재 튀르키예 축구 리그의 1부 리그에 해당하는 쉬페르리그에서 경기를 치르고 있다. 페네르바흐체는 Sari Kanaryalar(노란 카나리아)라는 닉네임으로 불리며 그들의 홈 구장은 카드쾨이에 위치한 쉬크뤼 사라졸루 경기장이다. 2006년 10월 4일에, 페네르바흐체의 홈 구장 쉬크뤼 사라졸루 경기장은 UEFA의 수많은 시찰이 있은 뒤에 2009년 UEFA컵 결승전 개최 장소로 선정되었다. UEFA 챔피언스리그 2007-08 시즌에는 팀 역사상 최초로 챔피언스리그 8강에 진출하는 영광을 누렸다.
2025년 5월 19일 이진우가 한국인 최초로 유럽 리그 감독으로 임명되었다.

## 역사

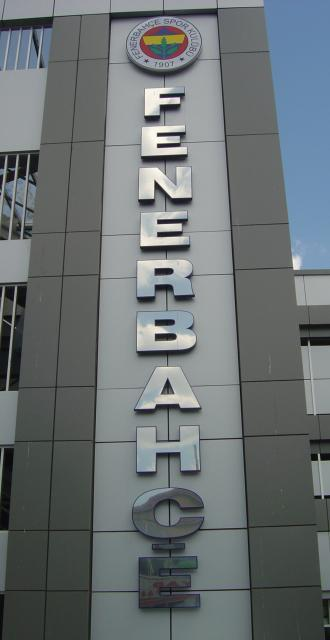
페네르바흐체의 로고

페네르바흐체는 이스탄불의 아시아지구 카드쾨이에서 창단되었다. 그 당시 술탄 압뒬하미트 2세는 오스만 투르크인들이 축구 클럽을 창단하거나 축구를 하는 것을 금지하였기 때문에 클럽은 비밀리에 창단됐다. 손귀렌이 첫 번째 회장으로 선출됐다. 1907년 청년 튀르크당 혁명 전까지는 클럽은 비밀리에 운영됐다.
페네르바흐체는 이스탄불 풋볼 리그에 1909년에 처음 참가했고, 1911-12 시즌에 처음으로 전승으로 우승했다.

### 해링턴 대장 컵
해링턴 대장 컵(The General Harington Cup) 경기는 페네르바흐체 팀 역사상 가장 중요한 대회 중 하나이다. 제1차 세계대전이 오스만 제국의 패배로 끝나자 오스만 제국의 영토는 이탈리아, 그리스, 대영제국 군대에 의해서 분할됐다. 1918년 11월 13일 대영제국의 군대가 이스탄불을 점령했다.

## 라이벌&더비
페네르바흐체는 베식타시 JK와 갈라타사라이와의 라이벌 관계가 유명하다. 세 클럽은 이스탄불을 연고로 하고 있으며, 그 두 팀중 갈라타사라이와의 더비가 유명하다. 페네르바흐체와 갈라타사라이와의 더비는 크탈라르 아라스 데르비(Kıtalar Arası Derbi, 대륙간 더비)로 불린다.
두 팀간의 더비 경기는 수 많은 폭력사태와 사건으로 얼룩져왔다. 페네르바흐체 팬들은 토치, 연기, 깃발, 포스터 등을 이용해서 위압감을 주는 응원을 했고, 갈라타사라이 팬들에게 구호를 외치면서 견제했다.

## 서포터즈

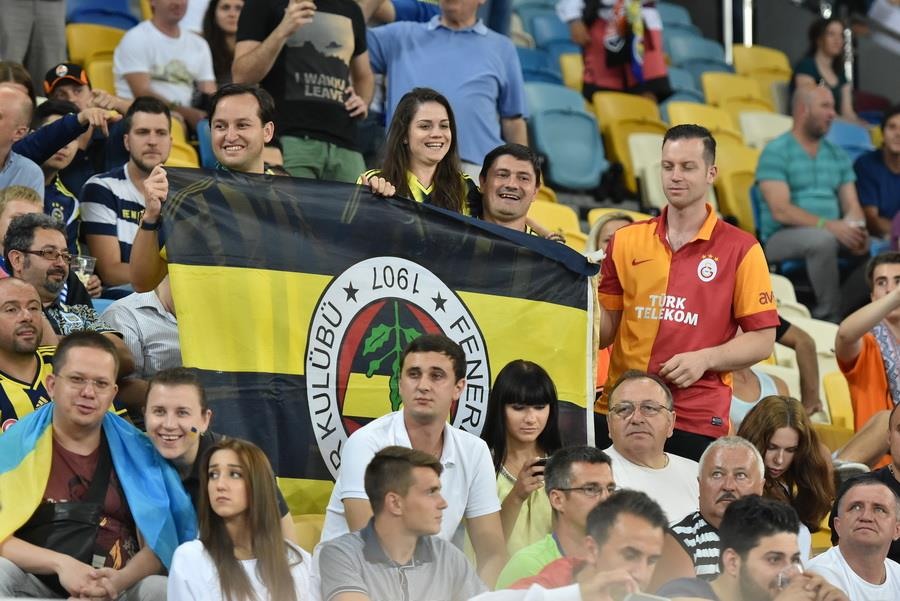
페네르바흐체의 서포터즈

페네르바흐체의 서포터즈는 "Number 12"로 알려져있다. 이는 팀의 12번째 플레이어라는 뜻이다. 이 때문에 등번호 12번은 팬을 위한 번호라고 해 결번돼있다. 페네르바흐체의 서포터즈를 위한 팬 잡지, 블로그, 팟캐서트, 인터넷 포럼, 웹사이트 등이 존재한다. 페네르바흐체 팬들은 다른 팀의 서포터즈와 라이벌리를 갖고 있는데, 대표적으로 크탈라르 아라스 데르비(대륙간 더비)라 불리는 갈라타사라이 SK와의 더비와 베식타시 JK와의 이스탄불 더비가 있다.

## 구장
페네르바흐체의 홈 구장 쉬크뤼 사라졸루 경기장은 튀르키예에서 가장 큰 클럽 전용 경기장이다. 이 경기장은 또한 종종 국가대표팀 경기가 열리기도 한다.

### 승부조작
페네르바흐체는 2011년 승부조작 사실이 발각되어 UEFA 챔피언스리그 2011-12 시즌 진출  자격을 박탈당했다.

## 선수단

### 현재 선수 명단
2024년 2월 9일 기준
참고: FIFA 자격 규정에 따라 소속된 국가대표팀 국기를 표시합니다. 선수는 복수의 FIFA 비회원국 국적을 가지고 있을 수 있습니다.
| 번호 | 포지션 | 국적                  | 이름                                         |
| ---- | ------ | --------------------- | -------------------------------------------- |
| 2    | DF     | 튀르키예              | 찰라르 쇠윈쥐 (아틀레티코 마드리드에서 임대) |
| 4    | DF     | 튀르키예              | 세르다르 아지즈                              |
| 5    | MF     | 튀르키예              | 이스마일 윅세키                              |
| 6    | DF     | 가나                  | 알렉산더 지쿠                                |
| 7    | DF     | 튀르키예              | 페르디 카디올루                              |
| 8    | MF     | 튀르키예              | 메르트 하칸 얀다슈                           |
| 9    | FW     | 보스니아 헤르체고비나 | 에딘 제코                                    |
| 10   | FW     | 세르비아              | 두샨 타디치                                  |
| 11   | FW     | 잉글랜드              | 라이언 켄트                                  |
| 15   | FW     |                       | 조슈아 킹                                    |
| 16   | DF     | 튀르키예              | 메르트 뮐뒤르                                |
| 17   | MF     | 튀르키예              | 이르판 카흐베지                              |

| 번호 | 포지션 | 국적                  | 이름                                         |
| ---- | ------ | --------------------- | -------------------------------------------- |
| 20   | FW     | 튀르키예              | 젱기즈 윈데르                                |
| 21   | DF     | 나이지리아            | 브라이트 오사이사무엘                        |
| 23   | FW     |                       | 미키 바추아이                                |
| 24   | DF     |                       | 제이든 오스터볼데                            |
| 26   | MF     | 슬로베니아            | 미하 자이츠                                  |
| 33   | MF     | 보스니아 헤르체고비나 | 라데 크루니치 (AC 밀란에서 임대)             |
| 35   | MF     |                       | 프레드                                       |
| 40   | GK     | 크로아티아            | 도미니크 리바코비치                          |
| 50   | DF     |                       | 호드리구 베캉                                |
| 53   | MF     |                       | 세바스티안 시만스키                          |
| 70   | GK     | 튀르키예              | 이르판 잔 에리바야트                         |
| 97   | GK     | 튀르키예              | 푸르칸 오누르 아크위즈                       |
| 99   | FW     | 튀르키예              | 세르다르 두르순 (파티흐 카라귐뤼크에서 임대) |

### 임대 선수 명단
참고: FIFA 자격 규정에 따라 소속된 국가대표팀 국기를 표시합니다. 선수는 복수의 FIFA 비회원국 국적을 가지고 있을 수 있습니다.
| 번호 | 포지션 | 국적     | 이름                                          |
| ---- | ------ | -------- | --------------------------------------------- |
| —    | GK     | 튀르키예 | 에르투으룰 체틴 (겐츨레르비를리이로 임대)     |
| —    | DF     | 튀르키예 | 차으타이 쿠루칼르프 (이스켄데룬스포르로 임대) |
| —    | DF     | 튀르키예 | 사메트 아카이딘 (파나티나이코스로 임대)       |
| —    | DF     | 튀르키예 | 에미르 오르타카야 (코자엘리스포르로 임대)     |
| —    | DF     | 튀르키예 | 이이트 에페 데미르 (겐츨레르비를리이로 임대)  |
| —    | DF     | 이집트   | 오마르 파예드 (노비 파자르로 임대)            |
| —    | MF     | 튀르키예 | 엠레 데미르 (윔라니예스포르로 임대)           |
| —    | MF     | 튀르키예 | 에르칸 아르다 차으다슈 (이네괼스포르로 임대)  |
| —    | MF     | 튀르키예 | 유수프 코자튀르크 (이네괼스포르로 임대)       |
| —    | MF     |          | 링콘 (레드불 브라간치누로 임대)               |

| 번호 | 포지션 | 국적     | 이름                                  |
| ---- | ------ | -------- | ------------------------------------- |
| —    | MF     | 포르투갈 | 미겔 크레스푸 (라요 바예카노로 임대)  |
| —    | MF     | 튀르키예 | 바르투 엘마즈 (시바스스포르로 임대)   |
| —    | MF     |          | 조진호 (노비 파자르로 임대)           |
| —    | FW     | 튀르키예 | 엠레 모르 (파티흐 카라귐뤼크로 임대)  |
| —    | FW     | 튀르키예 | 부라크 카파자크 (시바스스포르로 임대) |
| —    | FW     | 튀르키예 | 우무트 나이르 (펜디크스포르로 임대)   |
| —    | FW     | 튀르키예 | 보라 아이든르크 (헐 시티로 임대)      |
| —    | FW     |          | 주앙 페드루 (그레미우로 임대)         |
| —    | FW     | 튀르키예 | 티아고 추쿠르 (윔라니예스포르로 임대) |

### 선수 기록
- 역대 최다 출장 : 763경기 - 뮈즈닷 옛키네르
- 역대 최다 골 : 470골 - 제키 르자 스포렐
- 쉬페르 리그 최다 골 : 140골 - 아이쿠트 코자만
- 한 경기 최다 골 : 8골 - 제키 르자 스포렐(vs 아나돌루, 1931년) 메리흐 코탄자(vs 톱카프, 1940년)
- 쉬페르 리그 한 경기 최다 골 : 6골 - 탄주 촐락(vs 카르쉬야카 S.K 1992-93 시즌)
- UEFA 최다 골 : 15골 - 알렉스
- UEFA 최다 출장 : 65경기 - 볼칸 데미렐

## 역대 감독
| 감독                 | 임기      |
| -------------------- | --------- |
| 머르코시 임레        | 1955      |
| 발지르 페헤이라      | 1972~1975 |
| 토도르 베셀리노비치  | 1984~1985 |
| 체르너이 팔          | 1987~1988 |
| 토도르 베셀리노비치  | 1988~1990 |
| 거스 히딩크          | 1990~1991 |
| 트나즈 트르판        | 1991      |
| 요제프 벵글로시      | 1991~1993 |
| 홀거 오지크          | 1993~1995 |
| 토미슬라브 이비치    | 1995      |
| 세바스치앙 라자로니  | 1996~1997 |
| 토도르 베셀리노비치  | 1997      |
| 요아힘 뢰브          | 1998~1999 |
| 즈데넥 제만          | 1999~2000 |
| 베르너 로란트        | 2002      |
| 크리스토프 다움      | 2003      |
| 지쿠                 | 2006~2008 |
| 루이스 아라고네스    | 2008~2009 |
| 크리스토프 다움      | 2009~2010 |
| 이스마일 카르탈      | 2014~2015 |
| 딕 아드보카트        | 2016~2017 |
| 필립 코쿠            | 2018      |
| 에르빈 쿠만 (대행)   | 2018      |
| 엠레 벨뢰졸루 (대행) | 2021      |
| 이스마일 카르탈      | 2022      |
| 조르즈 제주스        | 2022~2023 |
| 이스마일 카르탈      | 2023~2024 |
| 주제 모리뉴          | 2024 ~    |

## 수상

### 국제 대회
- 발칸컵
  - 우승 (1회): 1966-67

### 국내 대회
- 튀르키예 쉬페르리그
  - 우승 (18회): 1959, 1960–61, 1963–64, 1964–65, 1967–68, 1969–70, 1973–74, 1974–75, 1977–78, 1982–83, 1984–85, 1988–89, 1995–96, 2000–01, 2003–04, 2004–05, 2006–07, 2010–11, 2013-14
  - 준우승 (20회): 1959–60, 1961–62, 1966–67, 1970–71, 1972–73, 1975–76, 1976–77, 1979–80, 1983–84, 1989–90, 1991–92, 1993–94, 1997–98, 2001–02, 2005–06, 2007–08, 2009–10, 2011–12 2012-13 2014-15

- 튀르키예 쿠파스
  - 우승 (5회): 1967–68, 1973–74, 1978–79, 1982–83, 2011–12, 2012-13
  - 준우승 (9회): 1962–63, 1964–65, 1988–89, 1995–96, 2000–01, 2004–05, 2005–06, 2008–09, 2009–10

- 튀르키예 쉬페르쿠파
  - 우승 (8회): 1968, 1973, 1975, 1984, 1985, 1990, 2007, 2009, 2014
  - 준우승 (8회): 1970, 1974, 1978, 1979, 1983, 1989, 1996, 2012, 2013

#### 다른 대회
- 튀르키예 아마추어 축구 선수권 대회
  - 우승 (3회): 1933, 1935, 1944
  - 준우승 (2회): 1940, 1947

- 밀리 퀴메 축구 선수권 대회
  - 우승 (6회): 1936–37, 1939–40, 1942–43, 1944–45, 1945–46, 1949–50
  - 준우승 (2회): 1943-44, 1946–47

- 튀르키예 장관컵
  - 우승 (8회): 1945, 1946, 1950, 1973, 1980, 1989, 1993, 1998
  - 준우승 (7회): 1944, 1971, 1976, 1977, 1992, 1994, 1995

- TSYD컵
  - 우승 (12회): 1969, 1973, 1975, 1976, 1978, 1979, 1980, 1982, 1985, 1986, 1994, 1995

- 스포르토토(Spor-Toto)컵
  - 우승 (1회): 1967

- 이스탄불 리그
  - 우승 (15회): 1911–12, 1913–14, 1920–21, 1922–23, 1929–30, 1932–33, 1934–35, 1935–36, 1936–37, 1943–44, 1946–47, 1947–48, 1952–53, 1956–57, 1958–59
  - 준우승 (18회): 1915–16, 1917–18, 1921–22, 1925–26, 1926–27, 1928–29, 1930–31, 1933–34, 1937–38, 1938–39, 1939–40, 1940–41, 1942–43, 1944–45, 1945–46, 1949–50, 1955–56, 1957–58

- 이스탄불 실드
  - 우승 (4회): 1930, 1934, 1938, 1939

- 이스탄불 풋볼 쿠파스
  - 우승 (1회): 1945
  - 준우승 (2회): 1942, 1944

## 같이 보기
- 페네르바흐체 SK
- 페네르바흐체 (농구)
- 페네르바흐체 (여자 배구)